# Mer du Nord
Mer du Nord is een Belgisch confectiemerk dat werd in 1988 opgericht door Alain Freilich. De collectie bestond uit breigoed in een beperkt aantal kleuren.
In de jaren 1980 renoveerde het Brussels Gewest de site van Het Arsenaal te Brussel. Delvaux kocht een stuk van het gebouw, evenals Mer du Nord. In 1992 opende Mer du Nord zijn eerste winkel in Knokke (Knokke-Het Zoute). Het merk kreeg bekendheid in de vroege jaren 1990 door de print van een visje dat, begeleid door tekstflarden, herkenbaar op grote delen van de collectie, vooral truien, werd aangebracht. In 1996 nam Luc Duchêne het bedrijf over. Hij breidde de kledinglijnen uit. Hij richtte in dat jaar ook het confectiemerk Chine op. In 2000 opende Mer du Nord een winkel op de Louizalaan in Brussel. In 2009 startte het bedrijf een mannenlijn: Mer du Nord Men, naast de bestaande lijnen voor vrouwen en voor jonge meisjes vanaf 16 jaar.
In 2013 vierde het merk zijn vijfentwintigste verjaardag en toonde het zijn vijftigste collectie. De huidige CEO van Mer du Nord is Fabrice Duchêne, zoon van Luc Duchêne. In de ontwerpstudio werken acht ontwerpers, waarvan een aantal afgestudeerd aan de Antwerpse Modeacademie en aan Bisschoff te Brussel, onder leiding van Jean-Marc Piron en Sandra Van Eesbeeck aan de collecties.